# Tompkinsville
Tompkinsville é uma cidade localizada no estado americano de Kentucky, no Condado de Monroe.

## Demografia
Segundo o censo americano de 2000, a sua população era de 2660 habitantes.
Em 2006, foi estimada uma população de 2657, um decréscimo de 3 (-0.1%).

## Geografia
De acordo com o United States Census Bureau tem uma área de
10,0 km², dos quais 9,5 km² cobertos por terra e 0,5 km² cobertos por água. Tompkinsville localiza-se a aproximadamente 268 m acima do nível do mar.

## Localidades na vizinhança
O diagrama seguinte representa as localidades num raio de 32 km ao redor de Tompkinsville.